# سیارک ۴۹۱۶
سیارک ۴۹۱۶ (به انگلیسی: 4916 Brumberg، نامگذاری:1970PS) چهار هزار و نهصد و شانزدهمین سیارک کشف شده‌است که در ۱۰ اوت ۱۹۷۰ کشف شد.
قدر مطلق سیارک برابر ۱۱٫۴۰ است.